# NGC 7090
NGC 7090 är en stavgalax i stjärnbilden Indianen. Den upptäcktes år 1834 av John Herschel.